# Хотун Тюнгюлю
Хоту́н Тюнгюлю́ (Госпожа Тюнгюлю) — самый крупный по площади алас в Мегино-Кангаласском улусе Якутии.
Второй по величине в центральной Якутии после аласа Мюрю. Известен с древнейших времён и встречается в народных писаниях якутов, эвенов, эвенков. Находится в 50 км восточнее Якутска, в центральной части Лено-Амгинского междуречья.
Обширная котловина аласа Тюнгюлю имеет длину в общей сложности более 10 км при наибольшей ширине до 6-7 км. Алас сложный по конфигурации и состоит из четырёх крупных массивов, соединённых в единое целое. С восточной стороны в алас впадает речка Солообут, берущая начало на границе с Чурапчинским улусом, примерно в 60 км от устья.
Образован, как и все аласы, геокриологическим путём, в результате протаивания и просадки многолетнемёрзлых пород на открытых участках местности. Внутри аласа находится ныне раздробленное на много частей озеро Тюнгюлю.
По преданиям, первые якутские поселенцы появились вокруг озера Тюнгюлю в 1630—1640-е годы, когда эти места облюбовал и переселился в них из долины Туймаада белый шаман Быйанг-Тенгюлгэ.
Население 11 тысяч человек. Населённые пункты — Тюнгюлю, Тарат, Тумул. Также алас — крупный сельскохозяйственный регион в улусе.
Через южную часть аласа проходит федеральная трасса «Колыма». Вокруг аласа — преимущественно лиственничные леса.